# Станфорд (Миннесота)
Ста́нфорд (англ. Stanford) — тауншип в округе Исанти штата Миннесота (США). В 2010 году его население составляло 2267 человек.

## География
По данным Бюро переписи населения США площадь тауншипа составляет 101,92 км², из которых 99,35 км² занимает суша, а 2,56 км² — вода (2,5 %).

## Население
| Год переписи | Нас. |  | %±    |
| ------------ | ---- |  | ----- |
| 1980         | 1592 |  | —     |
| 1990         | 1822 |  | 14,4% |
| 2000         | 2075 |  | 13,9% |
| 2010         | 2267 |  | 9,3%  |
| 2014         | 2237 |  | −1,3% |

По данным переписи 2010 года население Станфорда составляло 2267 человек (из них 52,1 % мужчин и 47,9 % женщин), в тауншипе было 807 домашних хозяйств и 633 семьи. На территории тауншипа было расположено 892 постройки со средней плотностью 4,95 построек на один квадратный километр суши. Расовый состав: белые — 96,0 %, афроамериканцы — 0,1 %, коренные американцы — 0,6 %, азиаты — 1,0 % и представители двух и более рас — 1,9 %.
Население города по возрастному диапазону по данным переписи 2010 года распределилось следующим образом: 22,6 % — жители младше 18 лет, 4,0 % — между 18 и 21 годами, 62,0 % — от 21 до 65 лет и 11,4 % — в возрасте 65 лет и старше. Средний возраст населения — 42,9 лет. На каждые 100 женщин в Станфорде приходилось 108,9 мужчин, при этом на 100 совершеннолетних женщин приходилось уже 109,2 мужчин сопоставимого возраста.
Из 807 домашних хозяйств 78,4 % представляли собой семьи: 67,4 % совместно проживающих супружеских пар (24,9 % с детьми младше 18 лет); 5,3 % — женщины, проживающие без мужей и 5,7 % — мужчины, проживающие без жён. 21,6 % не имели семьи. В среднем домашнее хозяйство ведут 2,79 человека, а средний размер семьи — 3,08 человека. В одиночестве проживали 16,0 % населения, 5,1 % составляли одинокие пожилые люди (старше 65 лет).

## Экономика
В 2014 году из 1778 человек старше 16 лет имели работу 1173. При этом мужчины имели медианный доход в 49 489 долларов США в год против 44 828 долларов среднегодового дохода у женщин. 
В 2014 году медианный доход на семью оценивался в 76 333 доллара, на домашнее хозяйство — в 70 125 долларов. Доход на душу населения — 28 707 долларов в год.